# Pepsi Invaders
Pepsi Invaders, auch bekannt als Coke Wins, ist eine angepasste Version des Space-Invaders-Spiels für die Spielkonsole Atari 2600. Atari fertigte es exklusiv für die Mitarbeiter von Coca-Cola. Mit einer Auflage von 125 Stück ist es eines der seltensten Spiele für den Atari 2600 und im Oktober 2005 erbrachte ein Exemplar bei Ebay $1.825.
Auf dem Höhepunkt der Space-Invaders-Begeisterung fragte Coca-Cola bei Atari an, ob diese auch eine spezielle Version für die Besucher einer Konferenz von hohen Coca-Cola-Angestellten 1983 programmieren könnten. Programmierer war Christopher Omarzu.
Anstelle der Aliens, die in Space Invaders angreifen, bestehen die Reihen der Angreifer aus den Buchstaben P E P S I und einem Raumschiff. Das Bonusschiff, das gelegentlich über den Bildschirm fliegt, ersetzte Atari durch ein Pepsi-Logo.
Anders als im Original hat der Spieler in Pepsi Invaders unbegrenzte Leben, muss aber ein Zeitlimit bewältigen. Der Spieler hat nur drei Minuten, in denen er so viele gegnerische Raumschiffe wie möglich abschießen und so viele Level wie möglich komplettieren muss. Sollten die gegnerischen Raumschiffe die unterste Bildschirmreihe erreichen, verliert der Spieler kein Leben, sondern sie bleiben einfach dort und können weiter abgeschossen werden. Nachdem die drei Minuten abgelaufen sind, ist das Spiel zu Ende und die Nachricht „Coke Wins“ erscheint auf dem Bildschirm.